# Reformacja w Polsce (czasopismo)
Reformacja w Polsce – rocznik ukazujący się w latach 1921–1939 w Warszawie. Redaktorem naczelnym był Stanisław Kot.
Pismo publikowało artykuły naukowe dotyczące dziejów polskiego protestantyzmu zwłaszcza okresu XVI-XVIII w. Jego powojenną kontynuacją jest „Odrodzenie i Reformacja w Polsce”.